# Exciter (album)
Exciter is een album uit 2001 van de Britse synthpopformatie Depeche Mode. Het is het tiende studioalbum van de band en is de opvolger van Ultra (1997).

## Tracks
1. "Dream On" – 4:19
2. "Shine" – 5:32
3. "The Sweetest Condition" – 3:42
4. "When the Body Speaks" – 6:01
5. "The Dead of Night" – 4:50
6. "Lovetheme" – 2:02
7. "Freelove" – 6:10
8. "Comatose" – 3:24
9. "I Feel Loved" – 4:20
10. "Breathe" – 5:17
11. "Easy Tiger" – 2:05
12. "I Am You" – 5:10
13. "Goodnight Lovers" – 3:48